# Luksemburg na Zimowych Igrzyskach Olimpijskich 2006
Luksemburg na Zimowych Igrzyskach Olimpijskich 2006 reprezentowała jedna zawodniczka – Fleur Maxwell, która była również chorążym ekipy.

## Wyniki

### Łyżwiarstwo figurowe

#### Solistki
- Fleur Maxwell – 24. miejsce
  - program krótki – 21. miejsce (44,53 pkt.)
  - program dowolny – 24. miejsce (65,04 pkt.)